# Moinodaphnia macleayi
Moinodaphnia macleayi är en kräftdjursart som först beskrevs av King 1853.  Moinodaphnia macleayi ingår i släktet Moinodaphnia och familjen Moinidae. Inga underarter finns listade i Catalogue of Life.